# Daisuke Ohata
Daisuke Ohata (大畑大介, Ōhata Daisuke, * 11. listopadu 1975, Ósaka) je bývalý japonský ragbista, který hrál jako křídlo a tříčtvrtka. V roce 2016 byl jmenován do Světové ragbyové síně slávy. V reprezentačních zápasech položil 69 pětek a je hráčem, co ze všech zemí položil v mezinárodních zápasech nejvíce pětek. Za Japonsko odehrál 58 zápasů (1996–2006).
Na klubové úrovni hrál většinu kariéry v Japonsku za klub Kobe Steel, který byl posléze přejmenován na Kobelco Kobe Steelers. V sezoně 2003/04 se stal vítězem japonské ligy. Chvíli hrál v Austrálii (Northern Suburbs) a ve Francii (Clermont Auvergne). Kariéru ukončil v roce 2011 kvůli zranění pravého kolene. Zúčastnil se MS v sedmičkovém ragby v roce 1997 a 2001.
Na MS 2019 se stal ambasadorem turnaje. Objevil se v různých japonských pořadech v televizi a v rádiu.

## Klubová kariéra
- 1998–2002 Kobe Steel
- 2001–2002 Northern Suburbs
- 2003 Clermont Auvergne
- 2003–2011 Kobelco Kobe Steelers